# Ainsliaea cordifolia
Ainsliaea cordifolia là một loài thực vật có hoa trong họ Cúc. Loài này được Franch. & Sav. mô tả khoa học đầu tiên.